# Velázquez (miasto)
Velázquez – miasto w Urugwaju, w departamencie Rocha.